# Mistrzostwa Świata w Piłce Nożnej 2010 (eliminacje strefy CAF)/Grupa 11
W Grupie 11 eliminacji do MŚ 2010 biorą udział następujące zespoły:
- Togo
- Zambia
- Suazi

## Tabela
| Miejsce | Drużyna | Mecze | Punkty | Zwyc. | Rem. | Por. | Bramki |
| ------- | ------- | ----- | ------ | ----- | ---- | ---- | ------ |
| 1       | Zambia  | 4     | 7      | 2     | 1    | 1    | 2-1    |
| 2       | Togo    | 4     | 6      | 2     | 0    | 2    | 8-3    |
| 3       | Suazi   | 4     | 4      | 1     | 1    | 2    | 2-8    |

## Wyniki
| 30 maja 2008 | Togo · Olufade 16' | 1-0(1-0) | Zambia |  |
|              |                    |          |        |  |

| 6 czerwca 2008 | Suazi · Dlamini 55' · Salelwako 72' | 2-1(0-0) | Togo · Olufade 88' |  |
|                |                                     |          |                    |  |

| 13 czerwca 2008 | Suazi | 0-0(0-0) | Zambia |  |
|                 |       |          |        |  |

| 20 czerwca 2008 | Zambia · Katongo 85' | 1-0(0-0) | Suazi |  |
|                 |                      |          |       |  |

| 10 września 2008 | Zambia · Katongo 32' | 1-0(1-0) | Togo |  |
|                  |                      |          |      |  |

| 10 października 2008 | Togo · Salifou 16' · Adebayor 29' 46' 71' 85' · Olufade 45' | 6-0(3-0) | Suazi |  |
|                      |                                                             |          |       |  |